# Компіляція джерел
Компіляція (від лат. compilatio - крадіжка, грабіж; від лат. compilo - грабую) — несамостійна або неоригінальна літературна чи наукова праця, побудована на використанні чужих літературних або наукових творів. Твір, скроєний зі шматків інших книг, текстів або чужих творів.